# 尚寧王
尚寧王（しょうねいおう、1564年（嘉靖43年） - 1620年10月14日（万暦48年/泰昌元年9月19日））は、琉球王国第二尚氏王統の第7代国王（在位1589年 - 1620年）。童名は思徳金。神号は日賀末按司添（てだがすえあんじおそい）。

## 概要
王家分家である小禄御殿三世尚懿・与那城王子朝賢（第3代尚真王の孫）の長男で尚永王の娘婿。
前国王の尚永王には男子がなかったため、小禄御殿四世の尚寧王があとを襲った。なお、この時代は後世の御殿（王家分家の称号）という概念はまだ未発達だったと考えられ、その本拠地から尚寧王一族を、尚清王の家系（首里尚家）に対して「浦添尚家」と呼称する文献もある。
尚寧在位中の1609年（万暦37年、慶長14年）に薩摩藩の島津氏に侵攻され、降伏した。以後、琉球は日本（薩摩藩）に属し、日本の意向で貿易のため明にも属している形をとらされることになる。尚寧王は薩摩藩によって江戸に連行され、征夷大将軍の徳川秀忠に謁見、後に琉球に戻された。
慶長18年（1613年）、薩摩藩に奄美群島を割譲させられた。
第二尚氏の陵墓は玉陵であるものの、尚寧王は浦添ようどれに葬られたとされる。この理由について、薩摩の侵攻を受けたことを恥じ入り王家の陵墓に入らなかったというのは創作された話で誤りと考えられる。自分たちは正当な血筋でありながらオギヤカ（宇喜也嘉）により不当に廃された血筋であり、玉陵のオギヤカの碑文を考えればとても自分が入る気にはなれず、玉陵へ葬られるのを拒否し、自らが生まれた浦添の地に戻ったと考えるのが妥当である。

## 家族
- 父 - 尚懿
- 母 - 首里大君按司加那志（尚元王の娘）
- 妃 - 阿応理屋恵按司加那志：童名・真銭金、号・蘭叢。生年不伝 - 1663年9月8日（康熙2年8月7日）。尚永王の長女。
- 夫人
  - 西之按司：童名・真鍋樽金、号・西月。生年不伝 - 1604年9月16日（万暦32年8月23日）。傳氏一世佐辺親方厚旨の娘。
  - 安谷屋大按司志良礼：童名・真鍋樽金、号・涼月。1561年（嘉靖40年） - 1634年6月1日（崇禎7年5月6日）。章氏安谷屋親雲上の娘。

### 伝承
- 殷氏真鶴金（殷氏二世庸昌長女）との間の落胤が允氏具志堅家太宗・具志堅親雲上用易であるという伝承がある。

## 登場作品
- 『琉球の風』（1993年1月 - 6月、NHK大河ドラマ、演：沢田研二〈吹き替え：伊良波晃〉）
- 『花の慶次 -雲のかなたに-』（1990年 - 1993年、週刊少年ジャンプ、原案：隆慶一郎、作画：原哲夫）